# エルンスト・オッテンザマー
エルンスト・オッテンザマー（Ernst Ottensamer、1955年10月5日 - 2017年7月22日）は、オーストリアのヴァレルン生まれのクラリネット奏者。

## 経歴
1955年生まれ。リンツのブルックナー音楽院で学び、その後ウィーン国立音楽大学でペーター・シュミードル教授に師事し、優秀な成績で卒業する。1978年よりウィーン国立歌劇場管弦楽団およびウィーン・フィルハーモニー管弦楽団のメンバーとなり、1983年よりウィーン・フィルの首席クラリネット奏者となる。2017年7月22日、急性心不全のため死去。

## 家族
ザ・クラリノッツを構成していた息子2人もクラリネット奏者で、同じくウィーン・フィルのメンバーである。
- ダニエル・オッテンザマー
  - 1986年生まれ。ウィーン音楽演劇大学に学び、2006年にウィーン・フィルおよびウィーン国立歌劇場管弦楽団に入団し首席奏者となる[3]。
- アンドレアス・オッテンザマー
  - 1989年4月4日生まれ。4歳でピアノを始め、10歳でウィーン国立音楽大学にてチェロを学ぶ。14歳の頃にクラリネットに転向しヨハン・ヒンドラーに師事。ウィーン国立歌劇場管弦楽団に入団。ハーバード大学在学中にベルリン・フィルハーモニー・オーケストラ・アカデミーに入学。弱冠21歳でベルリン・フィルハーモニー管弦楽団首席クラリネット奏者に就任した。指揮者や芸術監督としても活動している[4][5]。